# 村岡三郎
村岡 三郎（むらおか さぶろう、1928年6月25日 - 2013年7月3日）は大阪府出身の彫刻家である。

## 概要
1952年より二科展に出品。1954年に彫刻家として初めて鉄を素材とした作品を発表した。戦争体験の影響もあってか、人間の「生命」や「死」を鉄、硫黄、塩などの自然物質を使って表現する作品が特徴的である。作品は1990年のヴェネツィア・ビエンナーレ日本代表など、多くの展覧会に出品され、国内外で高い評価を得ている。母校・高津高校旧校舎の中庭に作った裸婦像は異色の作風である。

## 経歴
- 1947年 旧制・大阪府立高津中学校卒業
- 1950年 大阪市立美術研究所彫刻部修了
- 1965年 第1回現代日本彫刻展：K氏賞受賞
- 1969年 信濃橋画廊で初個展「砂」を開催
- 1981年 滋賀大学教育学部の教授となる
- 1987年「鉄の墓」を「国際鉄鋼彫刻シンポジウム・YAHATA '87」に際し東田高炉記念広場（北九州市）に永久設置、大阪府立現代美術センターにて回顧展「村岡三郎1970-1986」開催
- 1990年 遠藤利克とともに「第44 回ヴェネツィア・ビエンナーレ」日本館に出品
- 1993年 滋賀大学教授を退官し、京都精華大学の教授となる
- 1994年 "OXYGEN" を滋賀県立近代美術館に永久設置
- 1997年 東京国立近代美術館・京都国立近代美術館にて回顧展「熱の彫刻-物質と生命の根源を求めて」を開催
- 1999年 第40回毎日芸術賞受賞
- 2013年 肺炎のため滋賀県大津市の病院で死去[1]。85歳没。